# Tecteremaeus bogorensis
Tecteremaeus bogorensis är en kvalsterart som beskrevs av Hammer 1979. Tecteremaeus bogorensis ingår i släktet Tecteremaeus och familjen Arceremaeidae. Inga underarter finns listade i Catalogue of Life.